# Liste der griechischen Botschafter in Peru
Der Griechische Botschafter in Peru (griechisch Πρέσβης της Ελλάδας στην Περού, spanisch Embajador de Grecia en Perú, en.: Greek Ambassador to Peru) ist der ranghöchste Diplomat Griechenlands bei der Regierung der República del Perú.
Beide Länder begründeten 1965 ihre Beziehungen, die bis heute bestehen.

## Botschafter
- Alkiviadis Karokis (Alcibiades Carokis, Αλκιβιάδης Καρόκης) (– Februar 1997), erster Botschafter unter Präsident Konstantinos Karamanlis[2] Er gehörte auch zu den Geiseln der Geiselnahme in der japanischen Botschaft Lima 1996.[3][4][5][6]
- Constantino Pisjinas (1997–1999, Präsident Konstantinos Stefanopoulos[2])
- Jean Neonakis (1999–2003, K. Stephanopoulos)[2][7]
- Vassilis Simantirakis (2004–2009, K. Stephanopoulos[8])
- Ioannis Papadopoulos (Ιωάννης Παπαδόπουλος, 15. März 2009–2011, Präsident Karolos Papoulias[9])
- Dimitris Hatzopoulos (Δημήτρης Χατζόπουλος, 9. Januar 2012–2015, K. Papoulias[10][11])
- Yerasimos Davaris (Γεράσιμος Δάβαρης, 2016–2019, Präsident Prokopis Pavlopoulos[12][13][14])
- Dimitrios Zoitos (Δημήτριος Ζωητός, 2019–2021, P. Pavlopoulos[15])
- Eleni Lianidou (Ελένη Λιανίδου, November 2021–,  Katerina Sakellaropoulou[16])